# IC 937
IC 937 ist eine elliptische Galaxie vom Hubble-Typ E0 im Sternbild Großer Bär am Nordsternhimmel. Sie ist schätzungsweise 935 Millionen Lichtjahre von der Milchstraße entfernt und hat einen Durchmesser von etwa 55.000 Lichtjahren. Gemeinsam mit IC 938 bildet sie ein interagierendes Galaxienpaar.

Im selben Himmelsareal befinden sich u. a. die Galaxien IC 928, IC 930, IC 931, IC 934.
Das Objekt wurde im Juni 1892 vom US-amerikanischen Astronomen Edward Emerson Barnard entdeckt. Die Identifikationen von IC 918, 919, 921, 922, 923, 925, 926, 928, 929, 930, 931, 932, 934, 935, 936, 937 und 938 sind sehr unsicher.